# グローナルンド遊園地
グローナルンド遊園地（Tivoli Gröna Lund）とは、スウェーデン・ストックホルムのユールゴーデン島にあるアミューズメント・パーク。
ヨーテボリにあるリセベリと並んで、スウェーデンでは第二の規模の遊園地である。「グローナルンド」は、直訳すれば「緑の島」の意である。